# FAR Manager
FAR Manager — файловий менеджер для операційних систем родини Windows який використовує текстовий інтерфейс.
Автор програми — Євгеній Рошал. З 19 червня 2000 року розробкою FAR Manager займається група FAR Group. Євгеній Рошал як і раніше залишається автором FAR Manager та слідкує за проектом. Програма версії 1.75 розповсюджувалася безкоштовно для некомерційного використання громадянами країн колишнього СРСР, а для інших розповсюджується як умовно-безкоштовне програмне забезпечення (англ. shareware). З 17 травня 2010 року, Far Manager 1.75 є безкоштовним застосунком.
26 жовтня 2007 року, починаючи з версії 1.80, первинні коди FAR Manager було відкрито на умовах ліцензії BSD. 13 грудня 2008 року номер вільної версії змінено з 1.80 на 2.0.

## Можливості («з коробки»)
- перегляд файлів та текстів
- створення, редагування, копіювання, переміщення файлів та тексту
- робота з атрибутами файлової системи NTFS (редагування дат, створення жорстких посилань)
- гнучкі можливості сортування файлів та тексту
- пошук по імені та по вмісту в різних кодуваннях символів
- підтримка макрокоманд (макросів)
- робота з архівами (в стандартній поставці — тільки перегляд)
- HEX-переглядач
- підтримка власних асоціацій файлів
- налаштування кольорової гамми
- користувацькі меню
- перегляд процесів, зміна їх пріоритетів, розширена інформації (розміщення процесу, підключені DLL та інше.)
- робота з FTP, включаючи пасивний та активний режими
- підсвітка файлів різних типів
- багатомовність та легка локалізація
- швидкий перегляд інформації файлів, текстів та дисків
- повноекранний режим (Alt+F9)
- підтримка великої кількості кодових таблиць